# Capitano tenente
Capitano tenente è un grado in uso in alcune marine mondiali e, in passato, usato dal British Army e dal Real Esercito del Regno delle Due Sicilie.

## Regno delle Due Sicilie
Il grado di capitano tenente fu presente nell’ordinamento militare del Real Esercito del Regno delle Due Sicilie; il distintivo era costituito da due spalline di cui una sola con giglio. Il grado era superiore a primo tenente e inferiore a Capitano aiutante/capitano comandante.

## Scandinavia
Nelle marine finlandese (kapteeniluutnantti), danese (kaptajnløjtnant) e norvegese (kapteinløytnant) il grado corrisponde al tenente di vascello o al primo tenente di vascello della Marina Militare Italiana.

kaptajnløjtnant (Danimarca)
kapteeniluutnantti kaptenlöjtnant (Finlandia)
kapteinløytnant (Norvegia)

## Germania
In Germania il grado di Kapitänleutnant della Deutsche Marine corrisponde al tenente di vascello della Marina Italiana. Il grado è inferiore a Stabskapitänleutnant, equivalente a quello italiano di primo tenente di vascello e superiore a Leutnant zur See  omologo al sottotenente di vascello della Marina Militare Italiana.
| Codice NATO          | OF-2            | OF-2                 | OF-1             | OF-1 |
| -------------------- | --------------- | -------------------- | ---------------- | ---- |
| Deutsche Marine      |                 |                      |                  |      |
| Stabskapitänleutnant | Kapitänleutnant | Oberleutnant zur See | Leutnant zur See |      |

Nell'Esercito prussiano e in molti eserciti della Confederazione germanica si collocava tra il primo tenente e  l'hauptmann/rittmeister e venivano denominati Tenente capitano coloro che ricoprivano il grado di Stabskapitän che nella gerarchia militare prussiana si collocava tra il primo tenente e l'hauptmann/rittmeister e  spesso esercitava il ruolo di capitano o di comandante di compagnia in assenza del titolare, ma nonostante questo durante il regno di Federico il Grande il suo rango era inferiore a quello degli altri ufficiali al comando di truppe o appartenenti alla stato maggiore, come comandanti di reggimento, oberst e altri comandanti di compagnia e ciò finì per creare due livelli gerarchici tra gli ufficiali.

## Paesi Bassi
Nella Marina Reale Olandese il grado di kapitein-luitenant ter zee corrisponde al grado di commander della US Navy e della Royal Navy e al capitano di fregata della Marina Militare Italiana.
| Codice NATO        | OF-5                       | OF-4                              | OF-3 |
| ------------------ | -------------------------- | --------------------------------- | ---- |
| Koninklijke Marine |                            |                                   |      |
| Kapitein ter zee   | kapitein luitenant ter zee | Luitenant ter zee der 1ste klasse |      |

## Brasile e Portogallo
Nella Marina portoghese il grado di capitão-tenente corrisponde al grado di lieutenant commander della US Navy e della Royal Navy e di capitano di corvetta della Marina Militare Italiana.
Nella Marina brasiliana il grado di capitão-tenente è invece equivalente a quello di tenente di vascello della Marina Militare Italiana.

## Regno Unito
Captain-lieutenant è stato un grado del British Army, intermedio tra i gradi di tenente (lieutenant) e capitano (captain); Nel 1772 ai captain-lieutenant venne concesso il grado di capitano nei loro reggimenti e nell'esercito. 
Il grado è stato abolito all'inizio del XIX secolo.

## Russia zarista, URSS e Federazione Russa
Nell'Impero russo il grado di Capitano-tenente (russo: капита́н-пору́чик; traslitterato: kapitan-poručik), venne istituito nell'esercito imperiale da Pietro il Grande; abolito nel 1731, il grado venne reintrodotto nel 1798 ridenominato Štabs-kapitan (штабс-капита́н). Fino al 1884 quando il grado di Štabs-kapitan, venne abolito, il grado si collocava nel X gruppo X della Tavola dei ranghi dell'Impero Russo e reintrodotto tra il 1907 e il 1911 si collocava nel IX gruppo. Lo Štabs-kapitan normalmente era al comando di una compagnia come capitano assistente.  
Il grado, soppresso con la rivoluzione russa rimase in vigore nell'Armata Bianca fino al 1921.
Capitano tenente (russo: капитан-лейтенант; traslitterato: kapitan-lejtenant) è un grado della Marina Russa e in precedenza della Marina Sovietica e della Marina Imperiale. Nelle altre Forze armate  della Federazione Russa il grado omologo è capitano.
Nella Marina imperiale russa dal 1784 al 1917 il grado di capitano di 3º rango ha assunto la denominazione di kapitan-lejtenant. Dopo la rivoluzione russa il grado nella Flotta Rossa degli operai e dei contadini tra il 1918 e il 1935 ebbe la doppia denominazione di primo aiutante di comandante di vascello di 3º rango (cтарший помощник командира корабля 3-го ранга; traslitterato: staršij pomoščnik komandira korablja 3-go ranga) e di comandante di vascello di 4º rango (командир корабля 4-го ранга; traslitterato: komandir korablja 4-go ranga) per tornare nel 1935 alla denominazione di capitano tenente.
Nella corrispondente codifica NATO è un grado OF-2 e il grado omologo nella Marina Militare Italiana è tenente di vascello.
Nella US Navy e nella Royal Navy il grado omologo è Lieutenant
Nell'Armada spagnola e nelle marine latinoamericane di lingua spagnola il grado omologo è teniente de navio.
| Gradi militari dell'Unione Sovietica e della Federazione Russa |                                       |                                                              |
| Grado inferiore: stáršij lejtenant (cтарший лейтенант)         | kapitan-lejtenant (капитан-лейтенант) | Grado superiore: Capitano di 3ª classe (капитан 3-его ранга) |

Distintivi di grado di Kapitan-lejtenant dell'Impero russo, dell'Unione Sovietica e della Federazione Russa
| Grado | kapitan-lejtenant (капитан-лейтенант) | kapitan-lejtenant (капитан-лейтенант) | kapitan-lejtenant (капитан-лейтенант) | kapitan-lejtenant (капитан-лейтенант)                          | kapitan-lejtenant (капитан-лейтенант)                          | kapitan-lejtenant (капитан-лейтенант) |
| Grado | (OF-3)                                | (OF-2)                                | (OF-2)                                | (OF-2)                                                         | (OF-2)                                                         |                                       |
|       |                                       |                                       |                                       |                                                                |                                                                |                                       |
|       | controspallina (1703−1911)            | controspallina (1955−1991)            | Uniforme ordinaria (1994−2010)        | controspallina / distintivo per paramanoa (posteriore al 2010) | controspallina / distintivo per paramanoa (posteriore al 2010) |                                       |

## Paesi slavofoni ed ex sovietici
Il grado di capitano tenente è usato anche in alcune marine di paesi slavofoni ed ex sovietici. Nella Marina Ucraina il grado è Kapitan-leitenant, nella Marina bulgara: kapitan-lejtenant, nella Marina lettone: kapteiņleitnants e nella Marina lituana: Kapitonas leitenantas, gradi omologhi del tenente di vascello della Marina Militare Italiana. Nella marina militare dell'Estonia il grado di kaptenleitnant corrisponde al commander della US Navy e della Royal Navy e al capitano di fregata della Marina Militare. Il grado è di fatto nella gerarchia militare della marina estone che fino a qualche anno fa era il secondo più alto essendo il comandante in capo della marina estone un mereväekapten, omologo del capitano di vascello della Marina Militare Italiana, mentre adesso a ricoprire la carica è un commodoro.

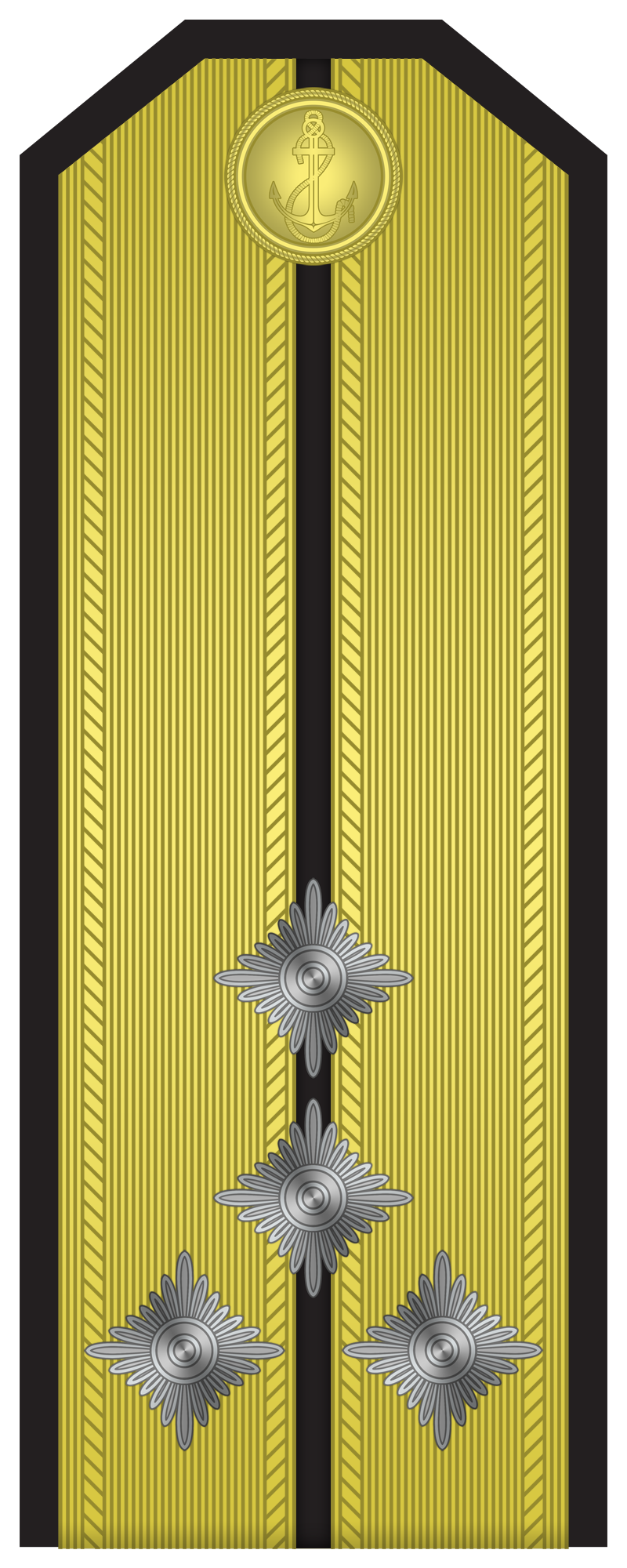
Капитан-лейтенант kapitan-lejtenant (Bulgaria)
Kaptenleitnant (Estonia)
kapteiņleitnants (Lettonia)
Kapitonas leitenantas (Ltuania)
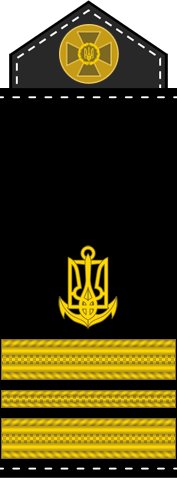
Капітан-лейтенант kapitan-lejtenant (Ucraina)